# 우와사와 나오유키
우와사와 나오유키(일본어: 上沢 直之, 1994년 2월 6일 ~ )는 일본의 야구 선수이자, 현 퍼시픽 리그 후쿠오카 소프트뱅크 호크스의 소속 선수(투수)이다.